# Scleria chlorocalyx
Scleria chlorocalyx là loài thực vật có hoa trong họ Cói. Loài này được E.A.Rob. miêu tả khoa học đầu tiên năm 1961.